# Chanbara
O chanbara (チャンバラ) é um tipo cinematográfico e teatral japonês que trata sobre batalha de sabre.
O nome Chanbara vem da contração onomatopéica chan-chan, bara-bara que designam o barulho da lâmina que corta a carne. O tipo é chamado igualmente ken geki (filme de sabre) e às vezes assimilado subconjunto do jidaigeki (filme histórico).

## Os temas
O gênero obedece à códigos muito precisos na intriga, nos personagens e na forma. O herói é um combatente solitário que deve seguir o Bushido (caminho do guerreiro), um código de honra cuja transgressão implica o seppuku. Pode ser um samurai ou um ronin, não importa.
Os combates obedecem a um ritmo específico que brinca sobre a espera seguida de trocas de espadas violentas e rápidas. Muito sangrento, o filme termina-se frequentemente por uma grande batalha ou um Dai-Ketto (grande duelo).

## A História do Chanbara
O Chambara, como o cinema japonês em geral vem do teatro tradicional, primeiramente do Kabuki. Segue-se sobretudo a obra de Sawada Shôjiro que oferece combates mais enérgicos. A fascinação do público pelo samurai é por conseguinte anterior ao cinema.
Kanamori Bansho revolucionou o tipo inspirando-se junto às peças de Sawada e junto ao cinema ocidental. Dinamiza os combates utilizando os recursos da montagem.
O tipo torna-se muito popular nos anos 20 com estrelas como Denjiro Okochi que encarnam heróis míticos. Assim Tange Sazen, era um herói zarolho e maneta em Tange Sazen yowa – Hyakuman ryo no tsubo (1935).
Os direitores Ito Daisuke com Chuji tabi nikki (1927) e de Masahiro Makino com Chikemuri Takadanobaba (1937) contribuíram igualmente para o tipo.
O início da Segunda Guerra Mundial provocou uma censura severa que proibiu as histórias pessimistas, em 1935. Retem-se as adaptações das novelas de Eiji Yoshikawa por Hiroshi Inagaki seguidamente por Kenji Mizoguchi.

## Pós-guerra aos anos 1960
Após a pausa devido à 2a. Guerra, o Chanbara reaparece em 1954 graças à obra de Akira Kurosawa, Os Sete Samurais (Shichinin no samurai, 1954). Ele mistura o filme de época e o de sabre, o que o torna mais acessível ao público ocidental.
No mesmo ano, Inagaki Hiroshi adapta a história de Musashi, trilogia dos quais o primeiro episódio recebe o Oscar de melhor filme estrangeiro. Musashi é interpretado por Mifune Toshiro que ficou entre os mais famosos atores japoneses.
Kurosawa dá as suas cartas de noblesses, o tipo que era desprezado pela crítica, com A fortaleza escondida (Kakushi torine no san akunin, 1958), à Sanjuro (1962) e Yojimbo (1961).
Um ano apenas após a estreia de Yojimbo, Masaki Kobayashi realiza Hara-Kiri que dá um tom definitivamente preto ao tipo. Através do chambara, o diretor vem interrogar os valores comuns desta época, honra e respeito, estes mesmos valores que acompnaharam o Japão militarista durante a Segunda Guerra Mundial. O tipo leva então os germes vivos de uma crítica social e política. O filme receberá o grande preço do júri de Cannes em 1963.
Ao mesmo período, dá-se início à grande série Zatoichi que permite ao ator Shintaro Katsu retornar na legenda. Do mesmo modo, a série é a ocasião para o estúdio do Daiei de explorar os artesões locais à realização. Assim vão ilustrar-se Kenji Misumi, Tokuzo Tanakaou ainda Kazuo Ikehiro.
E dado que estes anos 60 são propícios à crítica, mesmo os grandes mitos fundadores são reexaminados, ao exemplo de Musashi. É Tomu Uchida que ocupar-se-á de realizar os seis filmes nos quais, à sua volta, questiona o Caminho do Samurai que recusa continuamente admiti-lo como um bem fundado.
Na mesma ideia, Kihachi Okamoto põe sobre o tipo um olhar cínico matizado de ironia, faz com A Espada da Maldição (Dai-bosatsu tõge, 1966) a descrição desesperada de um universo niilista onde a honra dos samurais é apenas mais uma via traiçoeira, onde os homens são dominados por um Caminho Subjulgado que toma gradualmente possessão deles até criar verdadeiros demonios.
Por último, para Hideo Gosha os anos 60 representam um bonito período durante o qual vai explorar o Chambara, brincando constantemente com os seus códigos. É assim que a partir do seu primeiro filme, Sanbiki No Samurai, inverte a honra habitual do samurai deixando-os na lama. Algo distante da imagem idealizada de homens ricos e respeitados. Mas, sobretudo, o diretor demonstra através dos seus personagens principais a contradição moral de um código de honra. Um código que leva-o melhor a matar para repreender, que fala de honra quando há apenas covardia circundante e despeitos dos outro. Leva os seus personagens a desolidarizar-se do grupo para seguir o seu próprio caminho, desabrochar-se espiritualmente. O apogeu deste trabalho, é Hitokiri (1969).

## O declínio
A década 1970 é marcada pela série de 6 filmes  Lone wolf and cub (Lobo Solitário) (子連れ狼) adaptado do manga de Koike Kazuo e Koseki Kojima.

## A herança
O Chanbara trouxe influências para os diretores ocidentais. Traduz-se em retomadas como Sete Homens e um Destino (The Magnifcent Seven, 1966) de John Sturges que remetem aos Sete Samurais. Sergio Leone com Por um Punhado de Dólares (Per un pugno di dollari, 1965) e George Lucas na série Guerra nas Estrelas (Star Wars, 1977), igualmente deve-se ao combate de sabre japonês.
A animação deu igualmente filmes de sabre como A Espada de Kamui (Kamui No Ken, 1985) de Rin Taro e Jubei Ninpucho.
Mais recentemente, o tipo conheceu sucessos importantes com Zatoichi (2003) de Takeshi Kitano e com Kill Bill (2003) de Tarantino. A lista também pode ser incrementada com Azumi (2003) de Ryhuei Kitamura baseado num mangá de mesmo nome e Shinobi: Heart Under Blade (2005) de Ten Shimoyama inspirado na clássica novela japonesa Basilisk - Kouga Ninpou Chou, que também recebeu uma adaptação para anime, de Futaro Yamada. Dois grandes filmes.